# Franco Ferreiro
Franco Ferreiro (født 1. juni 1984 i Uruguaiana, Brasilien) er en brasiliansk tennisspiller, der blev professionel i 2002. Han har, pr. maj 2009, endnu ikke vundet nogen ATP-turneringer.
Ferreiro er 187 cm. høj og vejer 82 kg.